# 中华人民共和国护照法
《中华人民共和国护照法》是一部中华人民共和国法律，该法律于2006年4月29日在第十届全国人民代表大会常务委员会通过，并于2007年1月1日起施行。

## 立法缘由
《中华人民共和国护照法》的第一条是“为了规范中华人民共和国护照的申请、签发和管理，保障中华人民共和国公民出入中华人民共和国国境的权益，促进对外交往，制定本法。”

## 实施
《中华人民共和国护照法》的最后一条是“本法自2007年1月1日起施行。本法施行前签发的护照在有效期内继续有效。”